# Mercian Regiment

Tactical Recognition Flash des Mercian Regiment

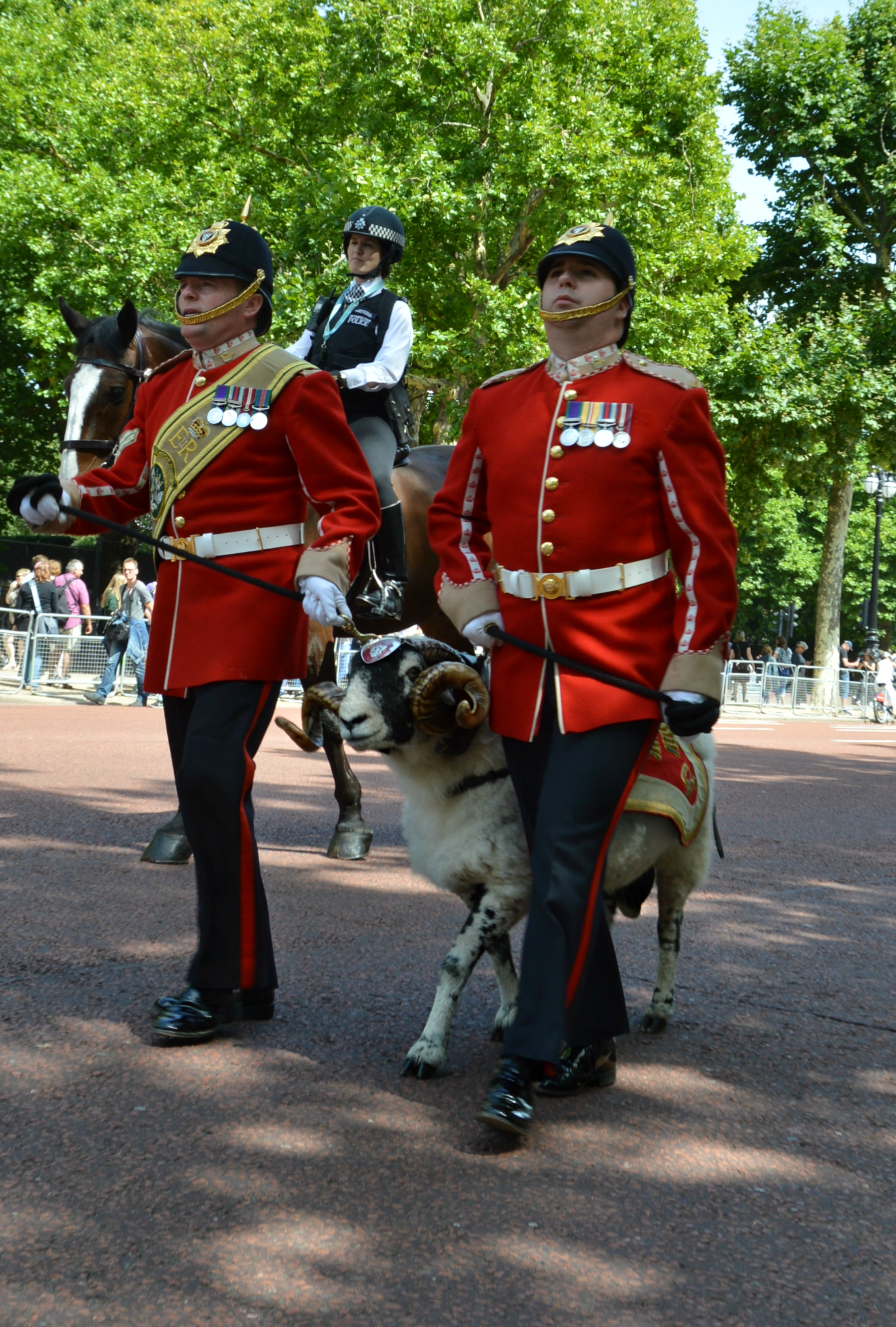
Das Maskottchen des Mercian Regiment, ein Swaledale-Widder namens Private Derby XXX, während einer Parade in London, 2017

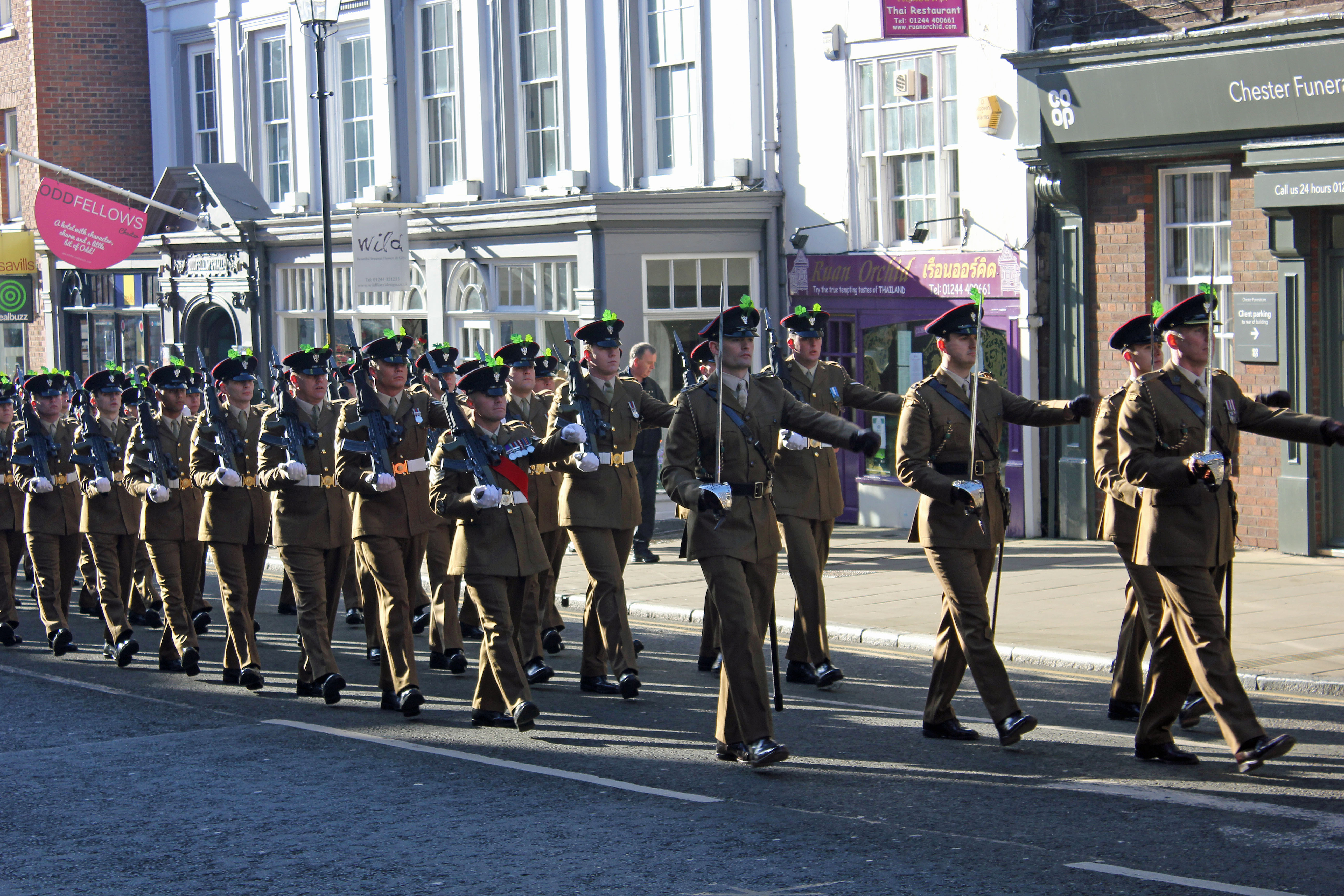
Soldaten des Mercian Regiment bei einer Parade in Chester, 2018

Das Mercian Regiment ist ein im Nordwesten Englands beheimatetes Infanterie-Regiment des britischen Heers, das 2007 durch Verschmelzung dreier Linien- und eines Territorialregiments entstand. Seine anfänglichen vier Bataillone (3 Vollzeit, 1 Teilzeit) wurden stufenweise auf ein Regular-Army-Bataillon und ein Army-Reseve-Bataillon reduziert.

## Geschichte
Das Mercian Regiment wurde am 24. August 2007 durch Verschmelzung von drei Infanterieregimentern, dem Cheshire Regiment, dem Worcestershire and Sherwood Foresters Regiment und dem Staffordshire Regiment gegründet, aus denen das 1., 2. und 3. Bataillon des neuen Regiments gebildet wurde. Der Regimentsname nimmt Bezug auf das historische Königreich Mercia, das die fünf Counties (Cheshire, Worcestershire, Derbyshire, Nottinghamshire und Staffordshire) umfasste, aus denen das Regiment heute rekrutiert. Zudem wurde das West Midlands Regiment der Territorial Army als 4. Reserve-Bataillon in das neue Regiment eingegliedert. Das führt die Traditionen seiner Vorgängerregimenter, einschließlich deren Battle Honours, weiter.
Das 1. Bataillon fungiert als mechanisierte Infanterie. Seit der Aufstellung des Regiments diente es 2007 mit der 4th Mechanised Brigade im Irak (2003–2011) und 2008 in Helmand, Afghanistan (2001–2014). Das 2. Bataillon fungiert als leichte Infanterie und wurde 2007 ebenfalls in Helmand und 2008 in Nordirland eingesetzt. Nach einem weiteren Afghanistan-Einsatz 2008 zog es nach Chester in England, wo stationiert blieb, bis es 2022 mit dem 1. Bataillon verschmolzen wurde. 2014 wurde das 3. Bataillon im Rahmen der Army-2020-Reformen in die beiden verbleibenden regulären Bataillone eingegliedert. Abgesehen von einem Einsatz in Afghanistan 2009 war es die meiste Zeit der vorangegangenen sieben Jahre als mechanisierte Infanterie in Bad Fallingbostel, Deutschland, stationiert.

### Traditionslinien
| 22nd (Cheshire) Regiment of Foot                             | The Cheshire Regiment                                            | The Cheshire Regiment                                            | The Cheshire Regiment                                            | The Cheshire Regiment                                               | The Cheshire Regiment                                               | The Mercian Regiment |
| 29th (Worcestershire) Regiment of Foot                       | The Worcestershire Regiment                                      | The Worcestershire Regiment                                      | The Worcestershire Regiment                                      | The Worcestershire and Sherwood Foresters Regiment (29th/45th Foot) | The Worcestershire and Sherwood Foresters Regiment (29th/45th Foot) | The Mercian Regiment |
| 36th (Herefordshire) Regiment of Foot                        | The Worcestershire Regiment                                      | The Worcestershire Regiment                                      | The Worcestershire Regiment                                      | The Worcestershire and Sherwood Foresters Regiment (29th/45th Foot) | The Worcestershire and Sherwood Foresters Regiment (29th/45th Foot) | The Mercian Regiment |
| 45th (Nottinghamshire) (Sherwood Foresters) Regiment of Foot | The Sherwood Foresters (Nottinghamshire and Derbyshire Regiment) | The Sherwood Foresters (Nottinghamshire and Derbyshire Regiment) | The Sherwood Foresters (Nottinghamshire and Derbyshire Regiment) | The Worcestershire and Sherwood Foresters Regiment (29th/45th Foot) | The Worcestershire and Sherwood Foresters Regiment (29th/45th Foot) | The Mercian Regiment |
| 95th (Derbyshire) Regiment of Foot                           | The Sherwood Foresters (Nottinghamshire and Derbyshire Regiment) | The Sherwood Foresters (Nottinghamshire and Derbyshire Regiment) | The Sherwood Foresters (Nottinghamshire and Derbyshire Regiment) | The Worcestershire and Sherwood Foresters Regiment (29th/45th Foot) | The Worcestershire and Sherwood Foresters Regiment (29th/45th Foot) | The Mercian Regiment |
| 38th (1st Staffordshire) Regiment of Foot                    | The South Staffordshire Regiment                                 | The South Staffordshire Regiment                                 | The Staffordshire Regiment (Prince of Wales’s)                   | The Staffordshire Regiment (Prince of Wales’s)                      | The Staffordshire Regiment (Prince of Wales’s)                      | The Mercian Regiment |
| 80th (Staffordshire Volunteers) Regiment of Foot             | The South Staffordshire Regiment                                 | The South Staffordshire Regiment                                 | The Staffordshire Regiment (Prince of Wales’s)                   | The Staffordshire Regiment (Prince of Wales’s)                      | The Staffordshire Regiment (Prince of Wales’s)                      | The Mercian Regiment |
| 64th (2nd Staffordshire) Regiment of Foot                    | The North Staffordshire Regiment (Prince of Wales’s)             |                                                                  | The Staffordshire Regiment (Prince of Wales’s)                   | The Staffordshire Regiment (Prince of Wales’s)                      | The Staffordshire Regiment (Prince of Wales’s)                      | The Mercian Regiment |
| 98th (Prince of Wales’s) Regiment of Foot                    | The North Staffordshire Regiment (Prince of Wales’s)             |                                                                  | The Staffordshire Regiment (Prince of Wales’s)                   | The Staffordshire Regiment (Prince of Wales’s)                      | The Staffordshire Regiment (Prince of Wales’s)                      | The Mercian Regiment |

## Colonels
Colonel-in-Chief des Regiments waren:
- 2007–2022: Charles, Prince of Wales
- seit 2023: William, Prince of Wales

Colonel of the Regiment waren:
- 2007–2009: Major-General Christopher Glyn Sheridan Hughes[2]
- 2009–2013: Brigadier Andrew Richard Darwen Sharpe[3]
- 2013–2018: Brigadier Andrew Paul Williams[4]
- seit 2018: Lieutenant-General Ian John Cave[5]